# Andy Schneider (Eishockeyspieler, 1981)
Andrew „Andy“ Schneider (* 31. Juli 1981 in Grand Forks, North Dakota) ist ein ehemaliger US-amerikanischer Eishockeyspieler und derzeitiger -scout, der während seiner aktiven Karriere unter anderem bei den Adler Mannheim und Iserlohn Roosters aus der Deutschen Eishockey Liga gespielt hat.

## Karriere
Andy Schneider spielte ab 1998 für drei Jahre bei den Lincoln Stars in der US-amerikanischen Nachwuchsliga United States Hockey League. Dort gewann er zweimal den Anderson Cup. Beim NHL Entry Draft 2001 wählten ihn die Pittsburgh Penguins in der fünften Runde an 156. Stelle aus. Anschließend wechselte er an die University of North Dakota, für die er während seiner vierjährigen Collegezeit im Spielbetrieb der National Collegiate Athletic Association aufs Eis ging.
Nach seinem Studium unterschrieb der Linksschütze einen Vertrag bei den Wilkes-Barre/Scranton Penguins, dem Farmteam der Pittsburgh Penguins aus der American Hockey League. Dort erzielte er in 50 Spielen 16 Scorerpunkte und spielte auch vier Partien in der ECHL für die Wheeling Nailers, die ebenfalls ein Farmteam der Penguins sind. Die Saison 2007/08 verbrachte Schneider bei den Portland Pirates. Die nächste Spielzeit begann er bei den Toronto Marlies und wechselte schließlich im Januar 2009 nach Deutschland, wo er von den Adler Mannheim aus der Deutschen Eishockey Liga verpflichtet wurde.
Zur Saison 2009/10 wechselte er, auch auf Empfehlung von Teal Fowler hin, zu den Iserlohn Roosters, um dort die Defensive zu stabilisieren. An der Seite von zunächst Stefan Langwieder, später Jon Insana, gelang dieses auch, in der ersten Saisonhälfte kassierten nur vier Mannschaften weniger Gegentore. Sein erstes DEL-Tor erzielte Schneider im Dezember 2009 im Spiel gegen die Kölner Haie. In der Schlussphase der Saison saß er bei einigen Spielen als überzähliger Kontingentspieler auf der Tribüne, sein Vertrag wurde nicht verlängert.
Im November 2010 kehrte Schneider zu den Lincoln Stars in die United States Hockey League zurück, wo er seine Karriere begonnen hatte. Dort wurde er Assistenztrainer unter Chad Johnson. Seit der Saison 2012/13 arbeitet der Kanadier als Scout für den Amateurbereich beim NHL-Team Columbus Blue Jackets.

## Erfolge und Auszeichnungen
- 2000 Anderson-Cup-Gewinn mit den Lincoln Stars
- 2001 Anderson-Cup-Gewinn mit den Lincoln Stars

## Karrierestatistik
(Legende zur Spielerstatistik: Sp oder GP = absolvierte Spiele; T oder G = erzielte Tore; V oder A = erzielte Assists; Pkt oder Pts = erzielte Scorerpunkte; SM oder PIM = erhaltene Strafminuten; +/− = Plus/Minus-Bilanz; PP = erzielte Überzahltore; SH = erzielte Unterzahltore; GW = erzielte Siegtore; 1 Play-downs/Relegation; Kursiv: Statistik nicht vollständig)